# (31563) Bourdelledemicas
(31563) Bourdelledemicas es un asteroide perteneciente al cinturón de asteroides, descubierto el 19 de marzo de 1999 por el equipo del Lowell Observatory Near-Earth-Object Search desde la Estación Anderson Mesa (condado de Coconino, cerca de Flagstaff, Arizona, Estados Unidos).

## Designación y nombre
Designado provisionalmente como 1999 FW8. Fue nombrado por Jules Bourdelle de Micas (n. 1994) quien es un investigador postdoctoral francés en el Observatorio de París (Francia). Sus estudios incluyen la caracterización compositiva de asteroides, principalmente de familias antiguas y restos de planetesimales originales, con telescopios terrestres y espaciales.

## Características orbitales
Bourdelledemicas está situado a una distancia media del Sol de 2,417 ua, pudiendo alejarse hasta 2,703 ua y acercarse hasta 2,130 ua. Su excentricidad es 0,119 y la inclinación orbital 3,447 grados. Emplea 1372,18 días en completar una órbita alrededor del Sol.
Pertenece a la familia de asteroides de (135) Hertha.

## Características físicas
La magnitud absoluta de Bourdelledemicas es 14,92. Tiene 7,079 km de diámetro y su albedo se estima en 0,049.